# Plethodon shermani
Plethodon shermani — вид хвостатых амфибий семейства Безлёгочные саламандры (Plethodontidae).

## Внешний вид и строение
Общая длина составляет 8,5—18,5 см. Голова среднего размера. Глаза выпуклые. Туловище стройное. Имеет 10—12 реберных борозд. Конечности длинные, хорошо развитые. Хвост длинный, сужающийся на конце. Окраска чёрная, конечности красные, иногда оранжевые.

## Образ жизни
Населяет леса умеренного пояса. Встречается на высоте 853—1494 м над уровнем моря. Активна ночью. Питается муравьями, личинками чешуекрылых, двукрылых, кольчатыми червями, другими беспозвоночными.
Период размножения длится с середины июля до начала октября. Самка откладывает яйца в глубокие норы.

## Распространение
Обитает в штатах Северная Каролина и Теннесси (США).